# Haematopota leclercqui
Haematopota leclercqui är en tvåvingeart som beskrevs av Travassos Dias 1960. Haematopota leclercqui ingår i släktet Haematopota och familjen bromsar.
Artens utbredningsområde är Kongo. Inga underarter finns listade i Catalogue of Life.